# São Mateus de Oliveira
São Mateus de Oliveira is een plaats (freguesia) in de Portugese gemeente Vila Nova de Famalicão en telt 3075 inwoners (2001).